# Ambystoma taylori
Espèce
Statut de conservation UICN

 CR B1ab(iii,v)+2ab(iii,v) : 
En danger critique
Ambystoma taylori est une espèce d'urodèles de la famille des Ambystomatidae.

## Répartition
Cette espèce est endémique de l'Est de l'État de Puebla au Mexique. Elle se rencontre à environ 2 290 m d'altitude dans le lac Alchichica, un lac salin situé dans un cratère.

## Description
La femelle holotype mesure 85 mm sans la queue et 63 mm pour la queue soit une longueur totale de 148 mm.

## Étymologie
Cette espèce est nommée en l'honneur d'Edward Harrison Taylor.

## Publication originale
- Brandon, Maruska & Rumph, 1982 "1981" : A new species of neotenic Ambystoma (Amphibia, Caudata) endemic to Laguna Alchichia, Puebla, Mexico. Bulletin of the Southern California Academy of Sciences, vol. 80, p. 112-125 (texte intégral).